# Телебачення Trwam

Logo

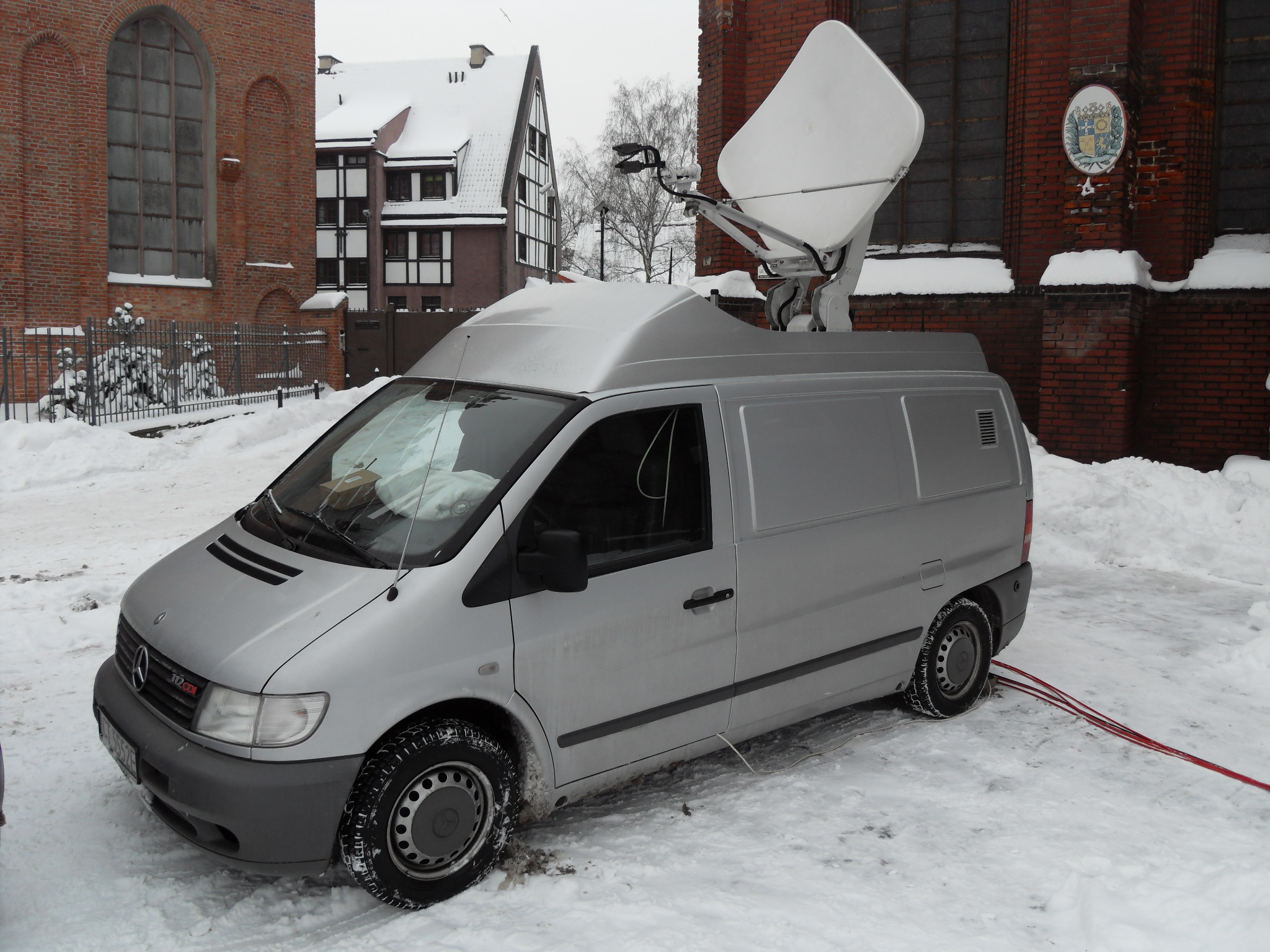
Машина із передатчиком біля церкви святої Бригіди Шведської, Гданьск, 2010 рік

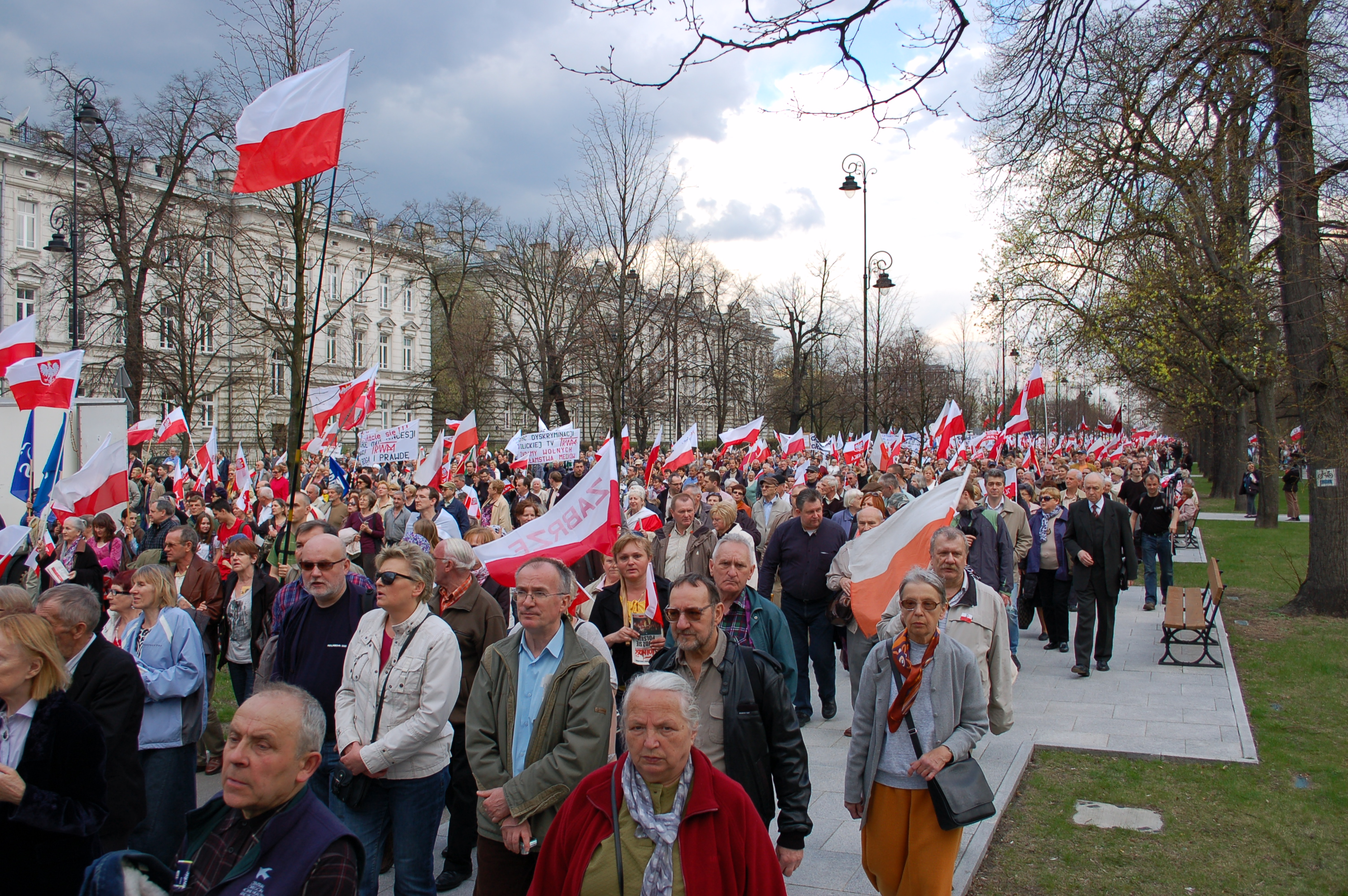
Демонстрація на захист телеканалу «Trwam»

Телебачення Trwam — польський телеканал зареєстрований у Варшаві. Телебачення має власний телетекст. Станція має телевізійні студії в Торуні, Варшаві, Чикаго і Торонто.
Директор о. Тадеуш Ридзик. 
Філія Чиказької телебачення TRWAM створює ряд програм і передач, а також розповідає про події тих місць, важливих для культурного і духовного життя польської громади в США. Цей же центр відповідає за проведення передачі щорічного паломництва слухачів Радіо Марія в Польщі. 
Телевізійний канал Trwam був заснований 12 червня 2003 року католицьким священником із монаської конгрегації редемптористів Тадеушем Ридзиком. Власником каналу є польський фонд фонд «Lux Veritatis».
З 15 вересня 2009 року канал був доступний для роботи на TVP тестової платформи.
З 3 лютого 2011 канал можна переглядати прямо з iPhone і IPad від Apple.
У Польщі організували демонстрації на захист телебачення TRWAM і свободу висловлювання думок. Національний марш на захист станції відбувся у Варшаві 21 квітня 2012, в якому взяли участь десятки тисяч людей. Акцію на захист католицької телестанції організувала консервативна партія «Право і справедливість», очолювана Ярославом Качинським.